# 三条公茂
三条 公茂（さんじょう きんしげ）は、鎌倉時代後期の公卿。太政大臣・三条実重の子。官位は従一位・内大臣。押小路内府と号す。異母弟・実忠を養子とした。　

## 経歴
以下、『公卿補任』、『尊卑分脈』、『花園天皇宸記』の記事に従って記述する。
- 弘安8年（1285年）1月5日、叙爵。
- 正応元年（1288年）1月5日、従五位上に昇叙。同年11月21日、正五位下に昇叙。
- 正応2年（1289年）2月24日、従四位下、同年3月26日には従四位上と進み、同年4月6日、侍従に任ぜられる。同年12月29日、禁色を許される。
- 正応3年（1290年）1月19日、左中将に任ぜられる。同年10月29日、正四位下に昇叙。
- 永仁4年（1296年）1月５日、従三位となる。左中将は元の如し。
- 永仁6年（1298年）5月23日、正三位に昇叙。
- 正安3年（1301年）4月5日、参議に任ぜられ左中将は元の如し。なお、同年中に従二位に昇叙されたか。
- 乾元元年（1302年）3月23日、権中納言に任ぜられる。
- 嘉元元年（1303年）9月28日、中宮権大夫を兼ねる。
- 嘉元3年（1305年）12月30日、権大納言に任ぜられ、中宮大夫に転じる。
- 徳治2年（1307年）1月5日、正二位に昇叙。
- 延慶3年（1310年）12月19日、中宮徳大寺忻子が女院（長楽門院）となるため中宮大夫を停止。
- 正和元年（1312年）8月10日、右近衛大将を兼ねる。
- 正和4年（1315年）7月21日、左大将に転じる。
- 文保元年（1317年）6月21日、内大臣に任ぜられ左大将は元の如し。同年8月24日、左大将を辞した。
- 文保2年（1318年）8月15日、上表して内大臣を辞した。
- 元応元年（1319年）1月5日、従一位に昇叙[1]。
- 元亨4年（1324年）1月9日、薨去[2]。

## 系譜
- 父：三条実重（1259-1329）
- 母：中院通成の娘
- 妻：不詳
- 養子
  - 男子：三条実忠（1304-1347） - 異母弟。三条実重の子